# Торн, Дайан
Да́йан Торн (англ. Dyanne Thorne; 14 октября 1943 года в Гринуиче, штат Коннектикут, США — 28 января 2020) — американская актриса, эротическая модель, танцовщица.
Наибольшую известность ей принесли роли в эротических сериалах садомазохистской тематики.

## Биография
Дайана Торн дебютировала в эротическом фильме «Sin in the Suburbs» в 1964 году, где её партнершей была Одри Кэмбелл из популярной трилогии про госпожу Ольгу («Olga’s House of Shame», «Olga’s Dance Hall Girls» и «White Slaves of Chinatown»). Но наибольшую известность ей принесли фильмы, снятые в жанре Nazi exploitation (эротические фантазии на фоне Третьего рейха) про Ильзу («Ильза, волчица СС» / Ilsa, She Wolf of the SS (1974), Ильза – хранительница гарема нефтяного шейха (1976), Ильза, тигрица из Сибири (1977), «Ильза — свирепая тюремщица» / Ilsa, the Wicked Warden (1977)). Также снялась в фильмах The Swinging Barmaids (1975), Beyond Fulfillment (1976).
Первый фильм про Ильзу был снят на территории военного лагеря, оставшегося после съёмок телесериала «Герои Хогана». В этом фильме Эльза — жестокая начальница лагеря СС, где проводятся бесчеловечные сексуальные эксперименты над мужчинами и женщинами.
Несмотря на то, что Эльзу убивают в конце первого фильма, она возрождается, чтобы главенствовать в гареме во втором фильме, затем она же будет начальницей в лагере в ГУЛАГе и позднее переедет в Канаду и Латинскую Америку.
В 1968 году Торн снялась в эпизодической роли в знаменитом сериале «Звёздный путь» (сезон 2, эпизод 17).
Последней её крупной ролью стала совместная работа с Джеймсом Белуши в фильме «Настоящие мужчины» (1987 год).
В последнее время Дайана совместно со своим мужем Говардом Мюрером (с которым она ранее снималась в нескольких фильмах) занималась организацией и проведением выездных свадеб в Лас-Вегасе.
Дайан Торн умерла в 2020 году от рака поджелудочной железы.